# 스마일링 프렌즈

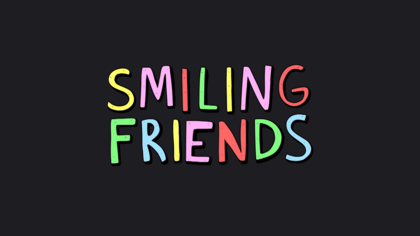

스마일링 프렌즈(Smiling Friends)는 카툰 네트워크의 어덜트 스윔 블록을 위해 잭 하델과 마이클 쿠삭이 제작한 호주계 미국인 성인 애니메이션 TV 시리즈로, 행복 확산에 헌신하는 작은 자선 단체와 그 직원 4명의 초현실적인 불행을 중심으로 전개된다. 이 쇼는 다양한 예술 스타일과 애니메이션 기술을 활용한다. 여기에는 양식화된 전통 애니메이션, CGI, 로토스코핑, 스톱 모션, 실사 등이 포함되지만 이에 국한되지는 않는다.
파일럿 에피소드는 쿠삭의 다른 시리즈인 YOLO의 초연과 함께 어덜트 스윔의 연례 만우절 이벤트의 일환으로 예고 없이 2020년 4월 1일에 방영되었다. 2021년 5월 19일 어덜트 스윔은 처음에 2021년 말에 개봉할 예정인 전체 시즌을 주문했다. 시리즈 전용 패널은 2021년 11월 12일 어덜트 스윔 페스티벌 기간 동안 열렸으며 공동 창작자 잭 하델이 쇼에 대해 언급했다. 몇 달 내에 첫 방송될 예정이며 출시 일정은 2022년으로 앞당겨진다. 첫 번째 시즌에는 파일럿과 11분짜리 스페셜을 포함해 9개의 에피소드가 포함되어 있다. 첫 번째 시즌은 결국 2022년 1월 10일에 첫 방송되었으며, 어덜트 스윔은 주간 출시에 대한 초기 계획에도 불구하고 스페셜을 제외한 시즌의 모든 에피소드를 하룻밤 만에 방영했다.
이 시리즈는 비평가들의 호평을 받았으며 2022년 2월 9일 두 번째 시즌으로 갱신되었다. 시즌 초연은 2024년 4월 1일에 방영되었으며 나머지 시즌은 5월 13일에 방영되기 시작했다. 2024년 6월 13일 어덜트 스윔은 세 번째 시즌으로 시리즈를 갱신했다.

## 줄거리
이 시리즈는 고객에게 기쁨과 행복을 가져다주기 위해 헌신하는 소규모 자선 회사인 스마일링 프렌즈의 두 직원인 찰리 돔플러(Charlie Dompler)와 핌 핌링(Pim Pimling)의 불운과 장난을 따르다. 이들은 때때로 동료인 앨런(Allan)과 글렙(Glep), 그리고 그들의 감독자인 미스터 보스(Mr. Boss)의 도움을 받는다. 괴상한 사람들로서 그들은 도전을 증명하고 기괴한 상황에 처하게 만드는 일을 맡게 되면서 불행이 뒤따른다.

## 방영
파일럿은 네트워크의 만우절 프리미어 이벤트 기간인 2020년 4월 1일 미국과 캐나다의 어덜트 스윔에서 처음 초연되었다.
이 시리즈는 2022년 1월 10일 오전 12시에 "Mr. Frog" 및 "Shrimp's Odyssey" 에피소드로 공식 방영되었다. 나머지 시리즈는 오전 12시 30분부터 전체가 예고 없는 프리미어 마라톤으로 방송된 후 오전 3시에 반복해서 방송되었다. 4주 후인 2월 13일 밤의 또 다른 마라톤을 포함해 시청자들이 슈퍼볼 LVI의 끝을 외면하고 HBO 맥스와 최근 갱신 소식을 통해 시리즈의 가용성을 홍보할 가능성이 가장 높다.
캐나다에서는 이 시리즈가 어덜트 스윔에서 동시에 초연되었으며 매주 새로운 에피소드가 방영되었다. 이 시리즈는 나중에 2022년 1월 21일 영국의 E4와 2022년 1월 24일 프랑스의 어덜트 스윔에서 초연되었다.
이 시리즈는 2022년 2월 9일에 미국의 HBO 맥스와 캐나다의 스택TV에서 스트리밍할 수 있게 되었다.
두 번째 시즌은 연례 성인 수영 만우절 장난 기간 동안 2024년 만우절에 방영된 시즌 초연으로 시작되었으며, 이전에 표시된 다양한 유형의 인형극으로 리메이크된 시즌 1의 3개 에피소드로 구성되었다. 나머지 두 번째 시즌 에피소드는 5월 12일부터 방영되었다.